# Брюне, Жюль
Жюль Брюне (фр. Jules Brunet; 2 января 1838 — 12 августа 1911) — французский военачальник.

## Биография
Родился в Бельфоре, Восточная Франция. В 1857 году закончил обучение в Политехнической школе, где специализировался на артиллерии.
Участвовал во французской интервенции в Мексику (1862—1867), позднее был членом первой французской военной миссии в Японии (1867). В 1868—1869 годах участвовал в Войне Босин на стороне Республики Эдзо.
Вернувшись во Францию, участвовал во Франко-прусской войне, попал в плен. После поражения Франции в 1871 году был отпущен и участвовал в подавлении Парижской коммуны.
В 1898 году назначен начальником генштаба французской армии (при министре обороны Шарле Шануане, который 30 годами ранее руководил упомянутой выше военной миссией в Японии). В 1899 оставил военную службу.

## Интересные факты
Жюль Брюне явился частичным прототипом героя фильма «Последний самурай».